# Guglielmo Sanfelice D'Acquavella
Guglielmo Sanfelice D'Acquavella, O.S.B., italijanski rimskokatoliški duhovnik, škof in kardinal, * 14. april 1834, Aversa, † 3. januar 1897.

## Življenjepis
15. julija 1855 je podal zaobljube pri benediktincih in 15. marca 1857 je prejel duhovniško posvečenje. 18. julija 1878 je bil imenovan za nadškofa Neaplja in 21. julija istega leta je prejel škofovsko posvečenje. 24. marca 1884 je bil povzdignjen v kardinala in imenovan za kardinal-duhovnika S. Clemente.
Umrl je 3. januarja 1897.